# Михайль Семенко
Миха́йль Семенко́ (Миха́йло Васи́льович Семе́нко, 19 (31) грудня 1892, село Кибинці, Миргородський повіт, Полтавська губернія, Російська імперія — 24 жовтня 1937, тюрма НКВС СРСР, Київ) — поет доби Розстріляного відродження; основоположник і теоретик українського футуризму (також відомого як панфутуризм), організатор футуристичних угрупувань, редактор багатьох видань.
Модернізував українську лірику урбаністичною тематикою, сміливими експериментами з формою вірша, запровадив нові образи й створив слова, покликані відбити нову індустріалізовану добу. Загинув під час сталінського терору.
Син письменниці Марії Проскурівни.

## Творчий життєпис

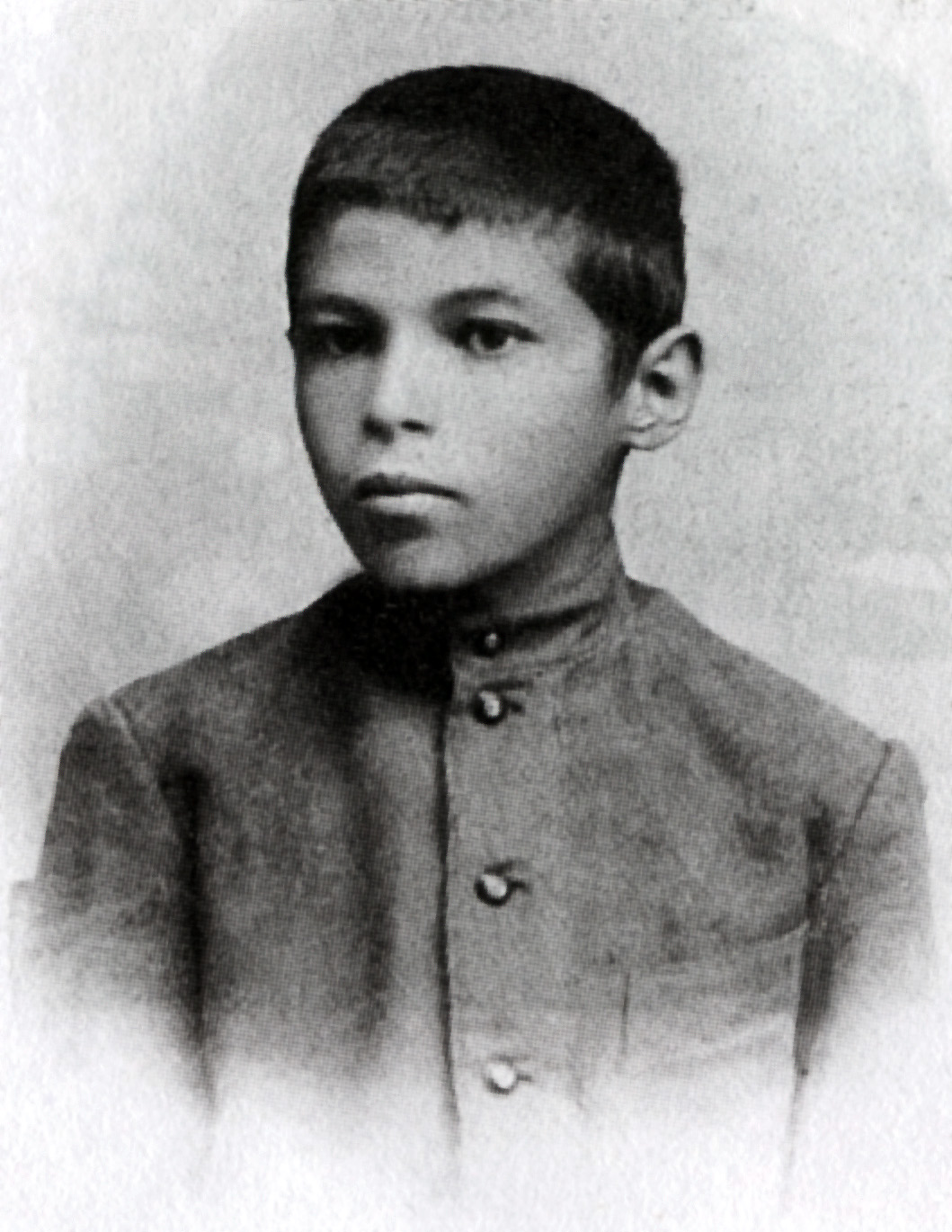
Михайль Семенко. 1905 р.

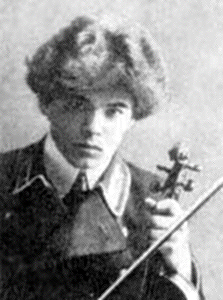
Михайль Семенко. Петербург, січень 1910 р.

Перша збірка «Prelude» (1913) позначена впливами поетів «Української хати»; наступними збірками — «Дерзання» і «Кверофутуризм» (1914) та вміщеним в останній маніфестом Семенко розпочав паралельно до виниклого в Україні російського кубо- і егофутуризму (Д. Бурлюк, О. Кручоних, В. Хлєбников) течію українського кверофутуризму — мистецтва шукання.
Коли 1914 року розпочалася Перша світова війна, М. Семенка мобілізували на Далекий Схід, у Владивосток, де він служив телеграфістом. Тут поет написав збірки «П'єро здається» і «П'єро кохає», випробувавши себе в імпресіонізмі й символізмі. Зміна мистецьких настроїв пов'язана з романтичною та водночас сумною любовною історією. Грубий та іронічний поет маскує себе в образі ліричного героя П'єро.
1918 року Семенко видав у Києві збірки «П'єро задається», і «Дев'ять поем»; 1919 року — в однойменному із заснованою ним футуристичною групою видавництві «Флямінґо» збірки «П'єро мертвопетлює», «Bloc-notes» і «В садах безрозних», а також поему «Ліліт». 1919 року проголосив «революційний футуризм» й опублікував «ревфутпоему» — «Тов. Сонце» та «Дві поезофільми»; був редактором журналу «Мистецтво».
1920 року видав разом із М. Любченком і О. Слісаренком «Альманах трьох»; 1921 року — збірку «Проміння погроз»; тоді ж організував «Ударну групу поетів-футуристів», перейменовану на асоціацію панфутуристів «Аспанфут» (1922–1924), кредо й маніфести якої були проголошені в альманасі «Семафор у майбутнє» (1922) і газеті «Катафалк искусства» (1922). Зазнавши критики літературних кіл, Семенко перейшов на позиції «лівого фронту» («УкрЛЕФ») і перетворив «Аспанфут» на «Комункульт» (1924), одночасно працював (1924–1927) як головний редактор Одеської кінофабрики ВУФКУ.
1924 року видав під назвою «Кобзар» дві збірки своїх творів 1910–1922 років, 1925 року — збірку «В революцію» та поезофільм «Степ»; 1927 року — (разом з Ґ. Шкурупієм і М. Бажаном) «Зустріч на перехресній станції» і заснував нове об'єднання футуристів (письменники Ґео Шкурупій, Дмитро Бузько, Леонід Скрипник, Олексій Полторацький, Олекса Влизько та художники Вадим Меллер, Анатолій Петрицький та ін.) під назвою «Нова ґенерація» з журналом цієї ж назви (1927–1930). Сильно критикований, Семенко відійшов від футуризму, ставши співцем більшовицької революції (збірки «Малий кобзар і нові вірші», 1928; «Європа й ми», 1929).
На початку 1930-х років визнав «помилковість» своїх колишніх позицій, виявом чого й були збірки «Сучасні вірші» (1931), «З радянського щоденника» і «Китай в огні» (1932) та «Міжнародні діла» (1933).

## Особисте життя

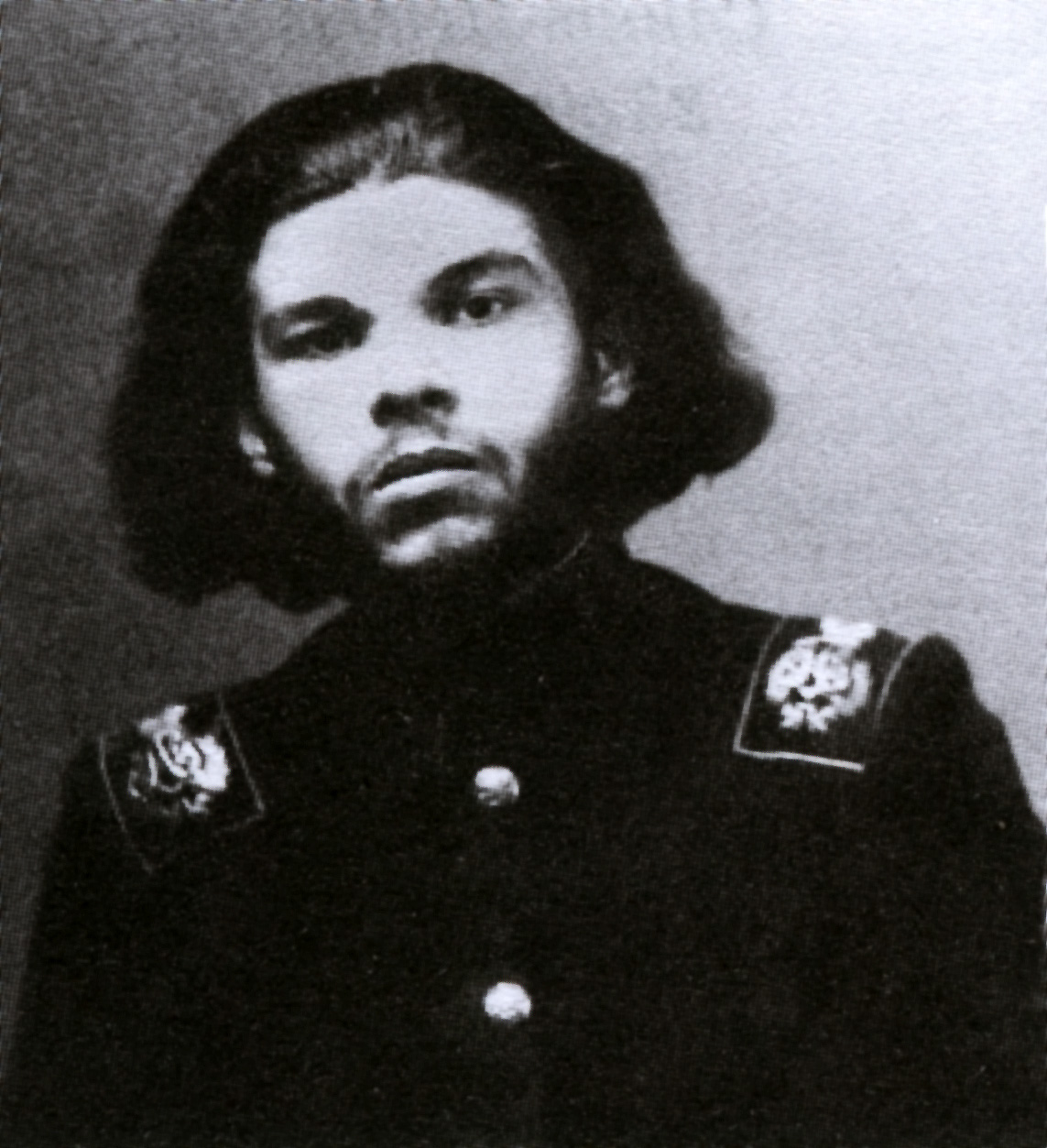
Михайль Семенко. Київ, квітень 1913 р.

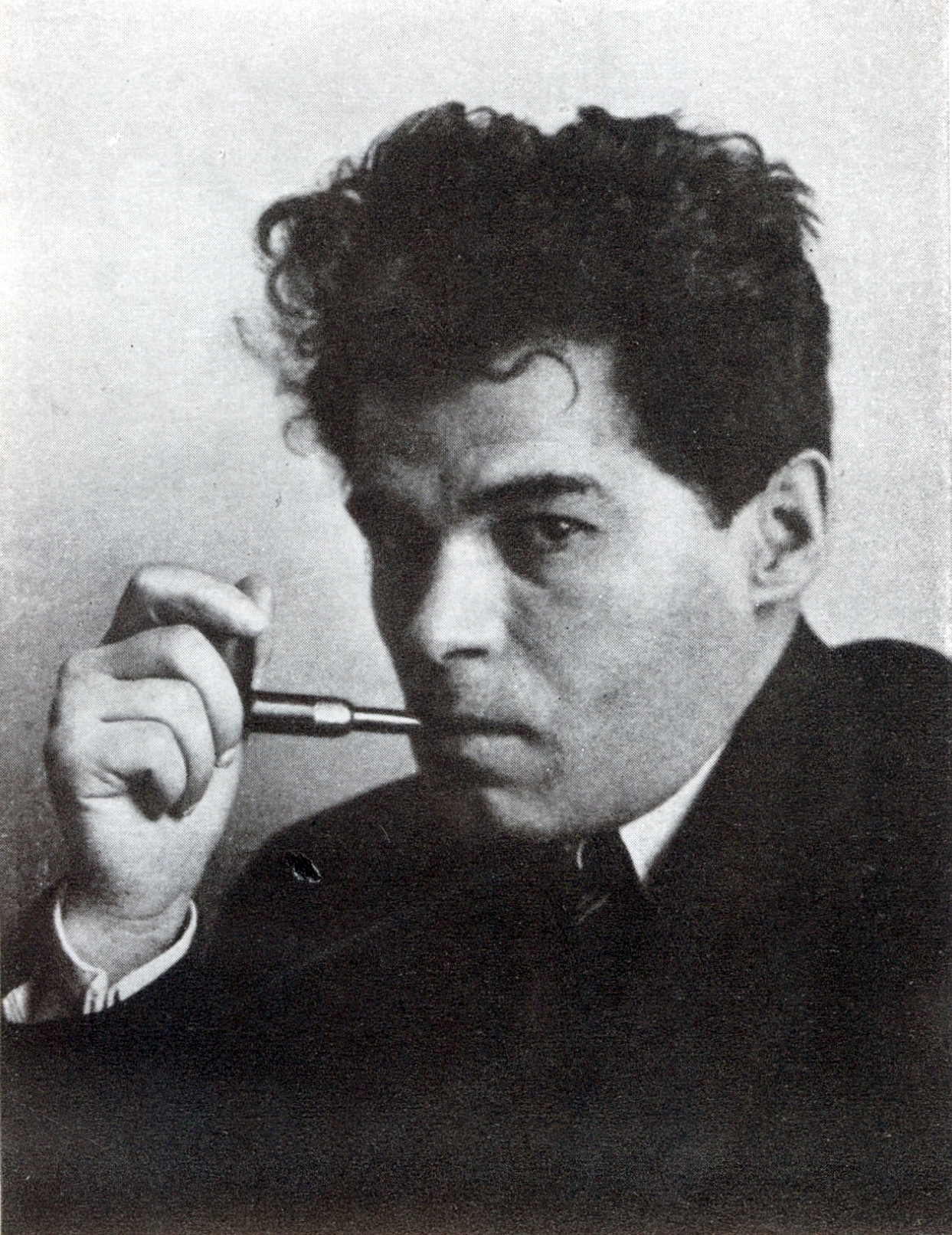
Михайль Семенко, 1928

Батько Михайла Семенка — Василь Леонтійович на момент народження сина працював волосним писарем у Кибинцях, надалі став писарем земської управи в містечку Хорол. Мати Михайла закінчила лише початкові класи церковноприходської школи, проте була письменницею-самоукою, авторкою ряду повістей, надрукованих під її дошлюбним прізвищем — Марія Проскурівна. Брат поета, Василь, був художником, разом з Михайлом починав футуристичний рух в Україні, проте на початку Першої світової війни загинув на Західному фронті. Ще один брат — Олександр і сестра Олександра також писали вірші, але ще зовсім молодими померли від туберкульозу. Також у Михайля була сестра Софія та молодший за нього на 8 років брат Микола.
Дуже рано (десь у чотири з чимось роки) вивчившись читати й писати, Михайло вчився грати на скрипці — спочатку у Херсоні, потім у Києві. Саме з музикою він спочатку пов'язував своє майбутнє. Отримавши середню освіту в Хорольському реальному училищі, Михайло їде до Петербурга і вступає на так звані музичні «курси Поллак», але через фінансову скруту переходить до народної консерваторії, пробує навіть грати в оркестрі. Сестра Софія, гімназистка, порадила Михайлу вступати до Психоневрологічного інституту, заснованого славетним психіатром Володимиром Бехтерєвим. Пройшовши підготовчі курси, 1912 року Михайло стає студентом.
Про юність Михайла Семенка збереглося досить мало свідчень. Однак точно відомо про його активну участь у громадському і суспільно-політичному житті країни в роки Жовтневого перевороту та у часи міжвладдя. Зокрема, в газеті «Київське життя» від 11 (24) вересня 1919 року в розділі хроніки міститься таке повідомлення: «В ніч на 8-е вересня, за словами Ради, арештовано в себе на квартирі українського письменника Михайла Семенка».
Зі своєю першою дружиною Лідією Михайль Семенко познайомився у Владивостоці, де він прожив близько трьох років. Лідія Іванівна Горенко народилася 1898 року в українській родині переселенців на Далекий Схід. Почуття Семенка до майбутньої дружини характеризують як глибоке і водночас безмежно тривожне, що спричинило високі злети ранньої лірики поета, появу в ній — насамперед у циклах «Осіння рана», «П'єро кохає» — зовсім нових мотивів і творчих рішень.
Михайль Семенко мав сина Ростислава і доньку Ірину.
Михайль Семенко був також одружений з українською актрисою Наталією Ужвій, з якою розлучився 1936 року. В цьому шлюбі єдиною дитиною був син Михайло (1927 р. н.). Він теж проявляв поетичний дар, писав вірші. Після розлучення залишився з Наталією Ужвій. Навчався в Київському університеті на факультеті міжнародних відносин.

## Арешт і страта
Ще за три дні до свого арешту, 23 квітня 1937 року, Михайль Семенко провів у Києві творчий вечір. Оскільки він постійно мешкав у Харкові й часто бував у Києві, було підготовлено два ордери на його арешт. Письменника звинуватили в тому, що він бере участь в Українській фашистській націоналістичній терористичній організації, якої насправді ніколи не існувало, а також у плануванні замаху на секретаря ЦК КП(б)У С. В. Косіора, який мав нібито відбутися під час демонстрації 1 травня 1937 року.
Серед іншого йому закидали спробу скинути Радянську владу в Україні за допомогою «німецьких фашистів». Надломлений морально та фізично Михайль Семенко, як свідчать протоколи допитів 4, 7 та 8 травня 1937 р., «зізнався» у всіх звинуваченнях. Засвідчив під тортурами на молодого поета Андрія Михайлюка. Зізнання були написані під диктування уповноваженого Акімова на ім'я Начальника НКВД УРСР Ізраїля Леплевського 4 вересня 1937 р.
23 жовтня 1937 р. відбулося закрите засідання Військової колегії Верховного Суду СРСР у складі голови армвійськюриста А. Орлова, бригадвійськюриста С. Ждана, військюриста І рангу Ф. Кліміна, військюриста І рангу А. Батнера та за участю помічника Прокурора СРСР М. Рагінського. Комісія «іменем Союзу Радянських Соціалістичних Республік» винесла вирок: «засудила Семенка Михайла Васильовича до найвищої міри кримінального покарання — розстрілу з конфіскацією всього майна, що йому особисто належить». Наступного дня Семенка страчено разом з іншими українськими письменниками в одній з київських в'язниць, поховано в братській могилі в Биківнянському лісі. Михайль Семенко був реабілітований посмертно самими комуністами.

## Значення творчості
Рання футуристична творчість Семенка просякнута урбаністичними й мариністичними мотивами й сюжетами, відзначається мовними і формальними експериментами й намаганням епатувати читача. Незважаючи на пропаговану ним деструкцію форми й відкидання класичних і тогочасних літературних надбань, зокрема спадщини Шевченка, Олеся, Вороного, Філянського, Семенко мав чималий вплив на розвиток української модерної поезії 1920-х років, у тому числі й так званої пролетарської. Повне зібрання творів Семенка було видане в Харкові у трьох томах (1929–1931).
У 1985 році видавництво «Радянський письменник» видало в серії «Бібліотека поета» збірку його поезій.
Книги, вірші, публіцистичні поезії, статті, замітки автора представлені в розділі «Семенко Михайль» електронної бібліотеки «Культура України».

## Вплив на сучасну українську літературу
Михайля Семенка штучно вилучено з історії літератури (див. Розстріляне відродження), тому він не мав впливу на наступне покоління, проте через покоління його було прочитано й Семенків вплив позначився на творчості письменників сучасної української літератури. Серед старшого покоління  — це Ігор Калинець, Василь Голобородько (див. вірш «Тиждень»). Серед молодих авторів естетика футуризму присутня в поезіях Сергія Жадана (зокрема боротьбою з «іконою» Шевченка — див. поезію «Тарас Григорович Шевченко»), Олега Коцарева та Любові Якимчук (див. поему про Михайля Семенка «Тов. Дим» зі збірки «, як Мода»).,
2012 року з ініціативи Любові Якимчук українськими поетами-авангардистами було оголошено Роком Семенка, який був відзначений низкою акцій, присвячених поетові («Виставка поетів імені Михайля Семенка», «Ніч поезії та музики non-stop» під час Форуму видавців у Львові, лекція мистецтвознавця Дмитра Горбачова «Під знаком Семенка», дискусія у «Кабінеті» за участю Олега Коцарева і Люби Якимчук та ін.).

## Вшанування пам'яті
- У Києві існує вулиця Михайля Семенка[14].
- У місті Хорол Полтавської області на стіні будівлі колишнього реального училища встановлена пам'ятна дошка, присвячена Михайлу Семенку. Також він згадується на інформаційному стенді, який розташований перед самою будівлею.
- 26 липня 2024 року вулиця Чайковська у центрі Харкова перейменована на честь поета[15].
- 26 липня 2024 року вулиця Лермонтова в Миколаєві перейменована на честь Михайля Семенка[16].

## Видання творів
- Семенко М. Повна збірка творів. Т. 1 : Арії трьох П'єро, кн. 1–4 / Михайль Семенко.  Харків : Держ. вид-во України, 1929. 255 с.
- Семенко Михайль. Повна збірка творів. К.: Темпора, 2017. 1152 с.
- Семенко Михайль. П'єро кохає, задається і мертвопетлює. Львів: ЛА «Піраміда» (Приватна колекція), 2020.
- Семенко Михайль. Арії трьох П'єро. Х.: Фоліо, 2021. 254 с.
- Семенко Михайль. В садах безрозних (ел. книга). Х.: Фоліо, 2022. 253 с.
- Семенко Михайль. Тов. Сонце (ел. книга). Х.: Фоліо, 2022. 253 с.
- Семенко М.В. Поезії / Редкол.:О.Є. Засенко та ін.; Вступ. слова М. Бажана. Упоряд. та стаття Є.Г. Адельгейма. — К.: Рад. письменник, 1985.— 311 с.
- Українська авангардна поезія (1910–1930-ті роки).

### Аудіокниги
- Михайль Семенко. «Пристрасть» («Твоє тіло слизьке, як пристрасть...»)

## Музичні твори на слова Михайля Семенка
- Ірина Сивохіна — «Гра»
- Орест Криса — «Тіні забуті» (гурт «Сонячна машина»)
- Андрій Войтюк — «Сьогодні» (гурт «Сонячна машина»)
- Михайло Вериківський — «Гімни святій Терезі»
- Юрій Іщенко — романс «Нічні тіні»
- Олександр Козаренко — «П'єро мертвопетлює» для соліста і камерного оркестру
- Сергій Ярунський — «Атавіза», футуристичний квартет для читця, флейти, віолончелі і ф-но
- Алла Загайкевич — «Місто», для сопрано та комп'ютера[1]
- Місько Барбара — «Сьогодні» (пісня «ПАПІРОСИ»)
- Олексій Кириченко (Alexjazz) — «Смутний»
- Плач Єремії — «Морзе»
- Артем Пивоваров — «Люблю» (feat. Маша Єфросиніна) на YouTube
- Khors  — «Море Моєї Душі» / The Sea Of My Soul
- Сергій Жадан і Юрій Гуржи — «Семенко. Хелло» в рамках проєкту «Фокстроти»
- Alexjazz — «Смутний»
- Dakh Daughters — «Папіроси»
- Dakh Daughters — «I Want»
- МУР — «Бі Бо Бу» (feat. хейстпіч)
- Був'є та Олександр Положинський - Бронзове тіло

## Твори Михайла Семенка. Електронний ресурс
- Поезія Михайля Семенка [Архівовано 21 листопада 2013 у Wayback Machine.]
- Михайль Семенко » Поезії (збірка) //е-бібліотека «Чтиво»
- Михайль Семенко // Український Центр [Архівовано 4 грудня 2020 у Wayback Machine.]
- Клуб Поезії [Архівовано 10 червня 2015 у Wayback Machine.]
- Михайль Семенко. Бажання («Мені багнесь заплющити очі…») (аудіо)
- Михайль Семенко. Бажання («Чому не можна перевернути світ…») (аудіо)
- Михайль Семенко. Кохання (аудіо)
- Михайль Семенко. Женщини (аудіо)
- Семенко Михайль Електронна бібліотека «Культура України» [Архівовано 19 березня 2018 у Wayback Machine.]
- Семенко М. Міжнародні діла: публіцист. вірші 1932–33 р. / Мих. Семенко. — Харків: Укр. робітник, 1933. — 52 с. [Архівовано 20 вересня 2018 у Wayback Machine.]
- Альманах трьох: зб. творів / Олекса Слісаренко, Микола Любченко, Михаль Семенко. — Київ: Друк. Т-ва І. М. Кушнерева, 1920. — 62 с. [Архівовано 20 вересня 2018 у Wayback Machine.]
- Семенко М. PRELUDE: лірика / Семенко. — Київ: Друк. Київ. 2-ї Артілі, 1913. — 40 с. [Архівовано 20 вересня 2018 у Wayback Machine.]
- Семенко М. Повна збірка творів. Т. 1 : Арії трьох П'єро, кн. 1-4 / Михайль Семенко. — Харків: Держ. вид-во України, 1929. — 255 с. [Архівовано 20 вересня 2018 у Wayback Machine.]
- Семенко М. Повна збірка творів. Т. 2 : В садах безрозних, кн. 1-5 / Михайль Семенко. — Харків: Держ. вид-во України, 1930. — 256 с. [Архівовано 20 вересня 2018 у Wayback Machine.]
- Семенко М. Повна збірка творів. Т. 3 : Тов. Сонце, кн. 1-5 / Михайль Семенко. — Харків: Держ. вид-во України, 1931. — 256 с. [Архівовано 20 вересня 2018 у Wayback Machine.]
- Семенко М. Маруся Богуславка: лірич. драма / Михайль Семенко. Книгоспілка — 44 с. [Архівовано 20 вересня 2018 у Wayback Machine.]
- Семенко М. Вибрані твори / Мих. Семенко. — Київ: Держлітвидав, 1936. — 145 с. [Архівовано 20 вересня 2018 у Wayback Machine.]
- Семенко М. «Тов. Сонце»: ревфутпоема / Михайль Семенко. — Київ : Всеукрлітком, 1919?. – 20 с. [Архівовано 18 вересня 2020 у Wayback Machine.]
- Семенко М. Степ : поезо-фільма / Михайль Семенко. — (Переробл. вид.). — Харків: Книгоспілка, 1925. – 40 с. [Архівовано 19 вересня 2020 у Wayback Machine.]
- Семенко М. П'єро кохає містерії, (1916–1917) : інтим. поезії. Кн. 2 / Михайло Семенко. – Київ: Сяйво, 1918?. – 100 с. [Архівовано 11 серпня 2020 у Wayback Machine.]
- Семенко М. Проміння погроз : восьма кн. поезій / Михайль Семенко. — Харків : Всеукр. держ. вид-во, 1921. – 40 с. [Архівовано 18 вересня 2020 у Wayback Machine.]
- Семенко М. Поезії / М. Семенко. — Київ : Рух, 1932. – 215 с. [Архівовано 7 серпня 2020 у Wayback Machine.]
- Семенко М. З радянського щоденника : поезії, 1930–1931 / Михайль Семенко. – Харків : Літ. і мистецтво, 1932. – 92 с. [Архівовано 4 серпня 2020 у Wayback Machine.]
- Семенко М. Міжнародні діла : публіцист. вірші 1932–33 р. / Мих. Семенко. – Харків : Укр. робітник, 1933. – 52 с. [Архівовано 3 серпня 2020 у Wayback Machine.]
- Семенко М. Європа й ми / памфлети й вірші (1928–1929) / Михайль Семенко. – Харків : Книгоспілка, 1930. – 63 с. [Архівовано 26 вересня 2020 у Wayback Machine.]
- Семенко М. В революцію / М. Семенко. – Харків : Держ. вид-во України, 1925. – 50 с. – (Бібліотека художньої літератури / під заг. ред. В. Блакитного ; № 14). [Архівовано 21 вересня 2020 у Wayback Machine.]
- Михайль С. Дві поезофільми / Михайль Семенко. – Харків : Всеукрлітком, 1919. – 36 с. [Архівовано 11 серпня 2020 у Wayback Machine.]
- Зустріч на перехресній станції : розмова трьох : збірник / Михайль Семенко, Гео Шкурупій, Микола Бажан. – Київ : Бумеранг, 1927. – 49 с. [Архівовано 27 листопада 2020 у Wayback Machine.]
- Семенко М. Blok-notes : поезії 1919 р. Кн. 4 / Михайль Семенко. — Київ : Фламінго, 1919. – 96 с. [Архівовано 4 серпня 2020 у Wayback Machine.]
- Альманах трьох : зб. творів / Олекса Слісаренко, Микола Любченко, Михаль Семенко. – Київ : Друк. Т-ва І. М. Кушнерева, 1920. – 62 с. [Архівовано 27 листопада 2020 у Wayback Machine.]
- Семенко М. Малий Кобзар : і нові вірші / Михайль Семенко. – Харків : Пролетар, 1928. – 112 с. [Архівовано 14 серпня 2020 у Wayback Machine.]
- Семенко, М. Ну й репліки / М. Семенко // Нова ґенерація. — 1930. — № 10. Жовтень. — С. 30–35. [Архівовано 5 серпня 2020 у Wayback Machine.]
- Семенко, М. Про епохи й сьогоднішніх бліх / М. Семенко // Нова ґенерація. — 1930. — № 5. Травень. — С. 4–5. [Архівовано 21 вересня 2020 у Wayback Machine.]
- Семенко, М. За консолідацію пролетарських сил в українській літературі / М. Семенко // Нова ґенерація. — 1930. — № 3. Березень. — С. 57–62. [Архівовано 7 серпня 2020 у Wayback Machine.]
- Семенко, М. Ще про бойчукістів / М. Семенко // Нова ґенерація. — 1930. — № 3. Березень. — С. 52–53. [Архівовано 21 вересня 2020 у Wayback Machine.]
- Семенко, М. Кричуща нікчемність / М. Семенко // Нова ґенерація. — 1930. — № 1. Січень. — С. 57. [Архівовано 3 серпня 2020 у Wayback Machine.]
- Семенко, М. Потрібна реконструкція пролетарського фронту літератури / М. Семенко // Нова ґенерація. — 1930. — № 1. Січень. — С. 32. [Архівовано 4 серпня 2020 у Wayback Machine.]
- Семенко, М. З закордонних віршів / М. Семенко // Нова ґенерація. — 1929. — № 8. Серпень. — С. 2–4. [Архівовано 21 вересня 2020 у Wayback Machine.]
- Семенко, М. Европа й ми: памфлет / М. Семенко // Нова ґенерація. — 1929. — № 3. Березень. — С. 6–8. [Архівовано 18 вересня 2020 у Wayback Machine.]
- Уривок із «Повеми про те, як повстав світ і загинув Михайль Семенко»// Нова ґенерація. — 1929. — № 2. Лютий. — С. 21-29. [Архівовано 1 грудня 2020 у Wayback Machine.]
- Семенко, М. Мій рейд у вічність / М. Семенко // Нова ґенерація. — 1929. — № 1. Січень. — С. 6. [Архівовано 9 серпня 2020 у Wayback Machine.]
- Семенко М. Кобзар : пов. зб. поет. творів в одному томі (1910–1922) / Михайль Семенко. — Київ : Держ. вид-во України, 1925. – 646 с. [Архівовано 8 серпня 2020 у Wayback Machine.]

## Відеопосилання
- Михайль Семенко. Скандальний король епатажу // Історія без міфів: https://www.youtube.com/watch?v=QNCKPlAlU3Y
- Михайль Семенко. Українська література в іменах: https://www.youtube.com/watch?v=Nm3zKPodheI
- «Розстріляне відродження». Михайль Семенко: https://www.youtube.com/watch?v=HTTEpWubuOs
- «Нині час совєтів, а не сонетів»: як поет Михайль Семенко потрапив до рук НКВД: https://www.youtube.com/watch?v=oXblDofq-nw
- Михайль Семенко «Місто» (пісня): https://www.youtube.com/watch?v=rRvOVXyVSk0
- Ярина Цимбал: наші 20-ті — це про сьогодні!: https://www.youtube.com/watch?v=z53CDdrYrWk
- Ярина Цимбал про «Березіль» і футуристів: https://www.youtube.com/watch?v=8uq9ynbWPUw